# Geschmack (Kultur)

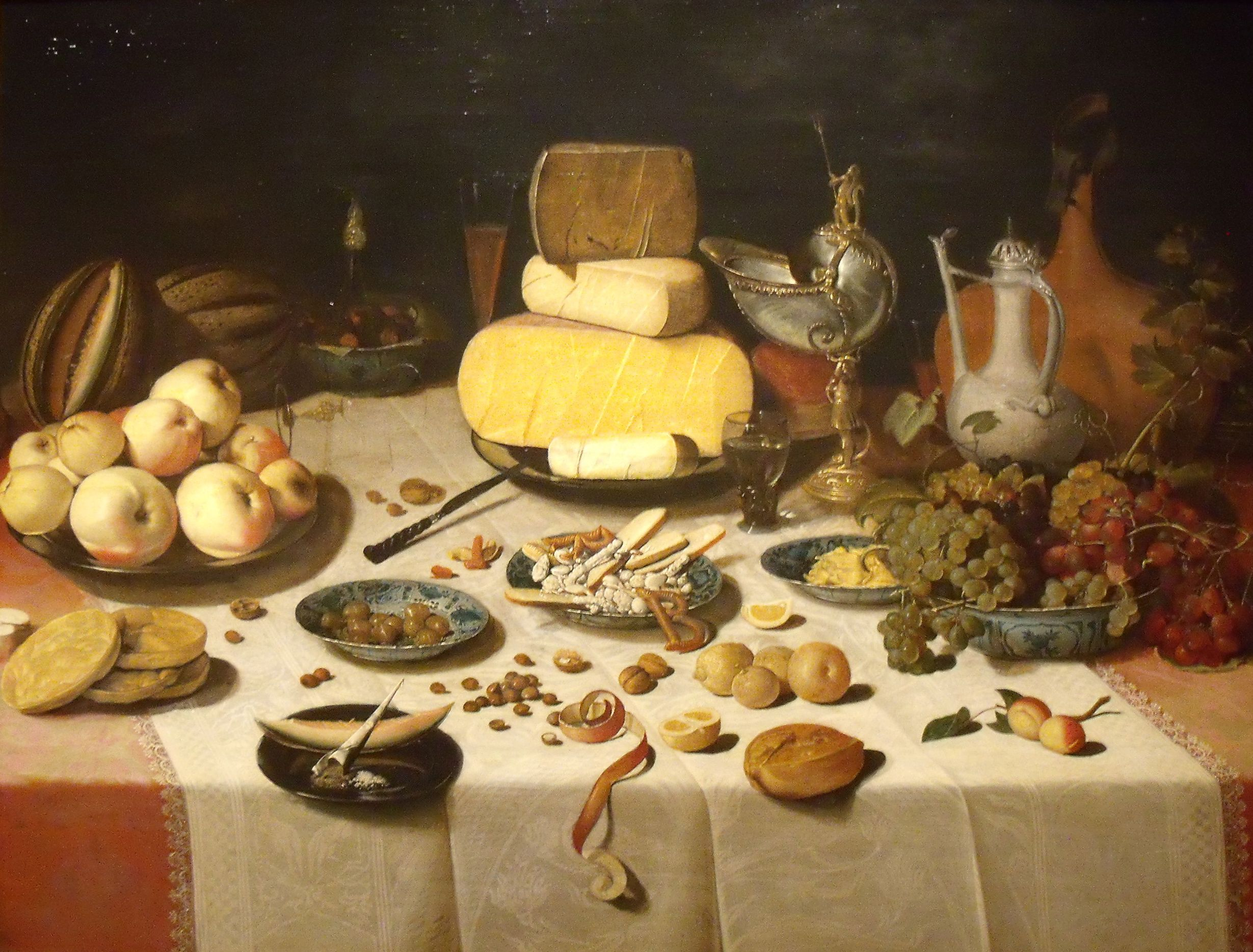
Gedeckter Tisch von Floris Van Dyck (1622). Geschmack bezieht sich als Urteilsvermögen – über den klassischen Geschmackssinn hinaus – auf verschiedene Bereiche der Kunst und Kultur.

Geschmack ist ein kulturelles und ästhetisches Ideal, dessen Verständnis wiederkehrender Bestandteil der soziologischen und philosophischen Debatte ist.
So lehnen Soziologen wie Bourdieu oder Simmel das Konzept eines „guten“ Geschmacks vollständig ab und argumentieren, dass der legitimierte Geschmack einer Gesellschaft, der der herrschenden Klasse ist. Kant hingegen versteht Geschmack als ästhetisches Urteilsvermögen, dessen Gültigkeit nicht von der allgemeinen Meinung der Mehrheit oder einer bestimmten sozialen Gruppe abhängt. Nach Kant existiert eine allgemeingültige Form des guten Geschmacks, diese kann aber nicht empirisch identifiziert werden und findet sich nicht in Normen oder Verallgemeinerungen wieder.

## Verschiedene Dimensionen des Begriffs

### Zwischen Ästhetik und Moral
Gadamer führt dazu aus:

„Die lange Vorgeschichte, die dieser Begriff hat, bis er von Kant zum Fundament seiner Kritik der Urteilskraft gemacht wird, lässt erkennen, dass der Begriff des Geschmacks ursprünglich eher ein moralischer als ein ästhetischer Begriff ist“

Dieses handlungsbezogene, eher moralische Geschmacksideal wird unmittelbar verständlich, wenn man z. B. seine Auswirkung auf die Mode, d. h. auf die Kleiderordnung im ursprünglichen Sinne des Wortes, bedenkt. Hier schlägt sich die entsprechende Bedeutung des Begriffs in der Art des Auftretens und der Gestaltung seiner persönlichen Umgebung nieder.
Die Rolle der Sinnlichkeit und Ästhetik ergibt sich aus der ›bewusstseinsbildenden Funktion‹ der Sinne, wie sie die heutige Sinnesphysiologie und Psychologie verdeutlicht und immer schon eine überlieferte Erfahrungstatsache im Bereich der Erziehung und Ausbildung war. Der Begriff des Sensus communis betont das sinnlich Erfassbare schon von der Wortbedeutung eines Sinnes her (lat. sensus = Sinn; sentire = spüren, fühlen). – Dem Sinnlichen ist andererseits die Doppelbedeutung von Sinnesorgan und abstraktem Sinn geläufig. Sinn und Unsinn sind eben Gegenstand des abstrakten Urteilsvermögens als einer Frage des ästhetischen Bewusstseins. Damit wird ein Unterscheidungsvermögen bezeichnet, das sich aus allen Sinnen zusammensetzt, natürlich nicht nur aus dem Geschmacksvermögen als der Leistung des gustatorischen und olfaktorischen Systems. Insofern stellt Geschmack natürlich eine Verallgemeinerung dar. Wesentlich für die Bewusstseinsqualität des guten Geschmacks ist, dass sie zwar nicht wie die Leistungen des Verstands an Begriffe gebunden ist, uns aber dennoch zu Mitteilungen befähigt.
Wenn Gadamer von einer „Einengung des Begriffs des Geschmacks selbst“ spricht, so meint er damit die Einengung auf das „Schöngeistige“.

### Zwischen Allgemeingültigkeit und Subjektivität
Während der Begriff einer ›natürlichen Bildung‹ sich auch heute noch auf die äußere Erscheinung und die Bildung der Gestalt sowohl für den einzelnen Menschen als auch als allgemeines Erziehungsideal bezieht, hat sich für die geistige Bildung ein Wandel hin zur Allgemeingültigkeit vollzogen, ein Wandel, der auch Einfluss auf den Begriff des Geschmacks genommen hat. Geschmack ist demnach nicht mehr nur ein subjektives Vermögen, wie es noch Kant verstanden hat, sondern vielmehr eine kulturelle Eigenschaft, wie sie bereits von Hegel und Wilhelm von Humboldt vorausgesetzt wird. Vorliebe wird von Geschmacksurteilen getrennt: De gustibus non est disputandum (Über Geschmack darf nicht verhandelt werden). Er ist nicht vom Urteil anderer abhängig. Das verleiht ihm die subjektive Entschiedenheit ebenso wie den objektiv gültigen Anspruch auf Geltung. Geschmack umfasst den ganzen Bereich von Sitte und Anstand. Das Geschmacksideal hat Geschichte gemacht, indem es zum Ideal des dritten Standes wurde und somit nicht mehr Geburt und Rang, sondern allein die Gemeinsamkeiten des Urteils entscheidend waren.

### Geschmack im soziologischen Sinne
„Geschmack haben“ wird auch als gesellschaftlich-soziales Distinktionsmittel gebraucht, insofern wird so genannter guter bzw. hoher Geschmack von schlechtem bzw. niedrigem Geschmack unterschieden. Dem Soziologen Pierre Bourdieu in seinem 1979 erschienenen Hauptwerk Die feinen Unterschiede zufolge entwickeln die Akteure im Raum der Lebensstile über- und untergeordnete Formen des Geschmacks, die an die Klasse gebunden sind.

### Empirische Forschung
Fragestellungen zum Geschmack als ästhetischer Präferenz werden auch mit Methoden der empirischen Ästhetik als Teildisziplin der Psychologie untersucht.
So hat zum Beispiel eine Meta-Analyse von 23 Studien mit insgesamt 1531 Teilnehmern das Verhältnis von Intelligenz zum Geschmack untersucht. Es zeigte sich, dass die Fähigkeit visuelle Schönheit zu bewerten eine geringe bis mittlere Korrelation mit dem Generalfaktor der Intelligenz hat.
Auch die Persönlichkeit beeinflusst den Geschmack. Eine Studie von über 90.000 Personen zeigte, dass Persönlichkeitsmerkmale, wie Offenheit für Erfahrung, starke Korrelate der Präferenzen für bestimmte Gemälde und des Genießens von Besuchen in Kunstgalerien sind.